# Mörtsjön (Björna socken, Ångermanland)
Mörtsjön är en sjö i Örnsköldsviks kommun i Ångermanland och ingår i Gideälvens huvudavrinningsområde. Sjön är 14 meter djup, har en yta på 1,38 kvadratkilometer och befinner sig 211 meter över havet. Sjön avvattnas av vattendraget Ledingsån.

## Delavrinningsområde
Mörtsjön ingår i det delavrinningsområde (704425-163467) som SMHI kallar för Utloppet av Mörtsjön. Medelhöjden är 235 meter över havet och ytan är 8,71 kvadratkilometer. Det finns inga avrinningsområden uppströms utan avrinningsområdet är högsta punkten. Ledingsån som avvattnar avrinningsområdet har biflödesordning 2, vilket innebär att vattnet flödar genom totalt 2 vattendrag innan det når havet efter 58 kilometer. Avrinningsområdet består mestadels av skog (69 procent). Avrinningsområdet har 1,39 kvadratkilometer vattenytor vilket ger det en sjöprocent på 15,9 procent.